# Lagoa Bonita do Sul
Lagoa Bonita do Sul är en kommun i Brasilien.   Den ligger i delstaten Rio Grande do Sul, i den södra delen av landet, 1 600 km söder om huvudstaden Brasília. Antalet invånare är 2 662. Arean är 109 kvadratkilometer.
Terrängen i Lagoa Bonita do Sul är huvudsakligen kuperad, men åt nordost är den platt.
I omgivningarna runt Lagoa Bonita do Sul växer i huvudsak städsegrön lövskog. Runt Lagoa Bonita do Sul är det ganska glesbefolkat, med 34 invånare per kvadratkilometer.